# ام‌وی کلنسمن
ام‌وی کلنسمن (به انگلیسی: MV Clansman) یک کشتی است که طول آن 99 m می‌باشد. این کشتی در سال ۱۹۹۸ ساخته شد.